# Schwimm-/Sink-Verfahren
Das Schwimm-/Sink-Verfahren ist ein sehr einfaches Verfahren zur Trennung zweier fester Stoffe.
Das Verfahren funktioniert nur, wenn die zu trennenden Stoffe eine unterschiedliche Dichte aufweisen.
Es wird angewendet, indem man ein Gemisch zweier Stoffe in ein Flüssigkeitsbad gibt, dessen Dichte zwischen den Dichten der zu trennenden Stoffe liegt. Oft wird hierfür Wasser verwendet. Ein Stoff sinkt dann aufgrund der höheren Dichte zu Boden, während der zweite Stoff aufgrund seiner geringeren Dichte auf der Oberfläche schwimmt.
Nach der Anwendung des Verfahrens kann man das Flüssigkeitsbad vorsichtig dekantieren und filtrieren, um beide Stoffe getrennt zu gewinnen. Der Austrag durch Benetzung der zu trennenden Stoffmengen ist neben dem Energieaufwand erheblich für die Betriebskosten.
Das Schwimm-/Sink-Verfahren wird häufig beim Recycling von Kunststoffen angewandt. Eine weitere Möglichkeit ist das Trennen von Metallen.

## Magneto-gravimetrische Verfahren
Zur Trennung von nichtmagnetischen Gemischen kann bei Verwendung von Ferrofluid als Flüssigkeitsbad (Trennmedium) zusätzlich zur Schwerkraft eine weitere Kraft durch ein Magnetfeld selektiv auf das Trennmedium ausgeübt werden. Dadurch erhält man eine variable scheinbare Dichte des Trennmediums. Auf diese Weise kann man sehr hohe Trennschärfe erzielen, oder auch Gemische mit Komponenten hoher Dichte trennen (Gold, Blei, Kupfer…) Auch Fraktionen mit geringerer Dichte als die Grunddichte des Trennmediums lassen sich bei entsprechender Anordnung des Magnetfelds trennen. Dieses Verfahren wird auch als MDS (magneto density separation) bezeichnet. Im Vergleich zu herkömmlichen Trennmedien für hohe Dichte (Quecksilber, Gallium) sind wasserbasierte Ferrofluide kostengünstiger, wenig giftig und kaum umweltgefährdend.
Eine der ersten kommerziellen Trennanlagen, die mit Ferrofluid betrieben wurden, war in den 1980er Jahren das Modell Magstream der Firma Intermagnetics General Corporation (IGC). Derzeit (2016) werden weltweit einige modernere MDS-Trennanlagen zur Metall- und Kunststofftrennung in Betrieb genommen.